# Topographisches Post-Lexikon aller Ortschaften der k.k. Erbländer

Herrschaftsbereich der Habsburgermonarchie um 1818

Topographisches Post-Lexikon aller Ortschaften der k.k. Erbländer ist der Titel einer Buchreihe mit Ortsverzeichnissen zur Erfassung der Ortschaften. Sie erschien von 1789 bis 1828 in 25 Bänden. Sie erfasst unter anderem Inner-, Ober- und Niederösterreich sowie Brixen und Trient, als Teile der habsburgischen Erbländer.
Die Reihe wurde von Christian Crusius (14. Mai 1758 – 26. Mai 1831) herausgegeben. Crusius studierte in Wien, trat dann in den Staatsdienst ein und widmete sich dem Postwesen. Er wurde k.k. Rat und Kontrolleur der Postwagendirektion.